# Wahlen in den Vereinigten Staaten 2016
Die Wahlen in den Vereinigten Staaten 2016 fanden am 8. November 2016 statt.
Gewählt wurden:
- der Präsident, siehe Präsidentschaftswahl in den Vereinigten Staaten 2016
- Sitze im Repräsentantenhaus, siehe Wahl zum Repräsentantenhaus der Vereinigten Staaten 2016
- Sitze im Senat, siehe Wahl zum Senat der Vereinigten Staaten 2016
- in mehreren Staaten werden die Gouverneure gewählt, siehe Gouverneurswahlen in den Vereinigten Staaten 2016